# Cry for You
«Cry for You» —en español: «Llorar por ti»— es una canción interpretada por la cantante sueca September, incluida en su cuarto álbum, In Orbit. Fue compuesta por la misma September, en compañía de Jonas von der Burg, Anoo Bhagavan y Niclas von der Burg. El sencillo alcanzó el primer lugar en la lista de música dance de los Estados Unidos y se mantuvo en las primeras posiciones en listas como las del Reino Unido, Suecia, Francia y los Países Bajos.

## Antecedentes y lanzamiento
Antes del lanzamiento mundial en 2006, September había grabado originalmente la canción en 2005 para su álbum de estudio In Orbit. Sin embargo, la lanzó en varias compilaciones y la incluyó en September, Dancing in Orbit, Gold y Cry for You - The Album. Además, señaló en una entrevista, con Songfacts, la razón por la que quería lanzarlo en todo el mundo: 

[...] La canción fue tan fuerte por sí misma. Y yo he estado allí y he sentido como los aficionados están privados de la música Dance. Pero ahora el Dance, va a volver de nuevo, y el mundo es cada vez más pequeño debido a la Internet - que ahora a veces ni siquiera tiene que hacer mucha promoción, aunque, obviamente, sigue siendo muy importante. Pero creo que una canción exitosa, siempre encontrará un camino...

La música se basa en una muestra muy alterada de la canción «Smalltown Boy» de Bronski Beat, del álbum The Age of Consent. Musicalmente, es una canción dance-pop, que cuenta con muchos elementos de europop, house, disco y eurodance.
En una entrevista con Digital Spy, le preguntaron acerca de los antecedentes de la canción, y ella respondió:

La canción trata de lo que pasa después de terminada una relación. Muchas personas me escriben y me dicen: "Es muy emotiva y nos sentimos muy identificados con la canción..."; es muy agradable para mí, a pesar de que yo no escribí la letra. He tenido muchas experiencias como esa y eso es lo que me da el coraje de cantar.

## Recepción

El sitio web británico de noticias y entretenimiento, Digital Spy, supuso a «Cry for You», una crítica positiva, calificándola con cuatro estrellas de cinco.

### Comentarios de la crítica
«Cry for You» recibió comentarios positivos de los críticos musicales. Nick Levine de la adjudicación de Digital Spy, calificó la canción con cuatro estrellas de cinco, lo que supone una crítica positiva. Él declaró: 

"[...] esta canción afecta sorprendentemente el número de música, con estilo eurodance, un récord que a la vez tiene un descanso bailable y desesperadamente triste" [...] "la realidad, es que tiene un registro bastante decente"

 Sin embargo, él sentía que la canción no era "tan original", suficientemente, como para el outbet de los lanzamientos hechos también, por su compatriota la cantante sueca Robyn. K. Ross Hoffman de Allmusic, calificó la canción con tres estrellas de cinco, la mencionó como un disco sobresaliente y dijo: 

"Cry [for You], es obviamente sobresaliente, logrando evocar tanto la sofisticación y un sorprendente grado de emoción; de su bastantemente magnífico arreglo electro-pop y vuelta vocal, es demasiado pulido, pero también poderoso".

 Pero además, en otra entrevista añadió: 

«Cry for You» es una canción bastante fuerte, (aunque bastante anónima también, a su manera) [...]

PopBytes.com le dio una revisión positiva y dijo: "[...] su ritmo dance pop, es totalmente confuso, pero muy agradable." Por su lado, Popjustice dijo: «la canción es un "himno masivo de club" y creo que funciona bastante bien». Ben Norman de About.com llamó a la canción la mejor pista de baile Crossover, mientras dice: 

"Robbins [Entertainment] ha hecho desde la paz conmigo, al apoyar y promover a la cantante sueca September, hasta estos dulces ritmos del europop. ¡Buen trabajo chicos!".

### Recibimiento comercial

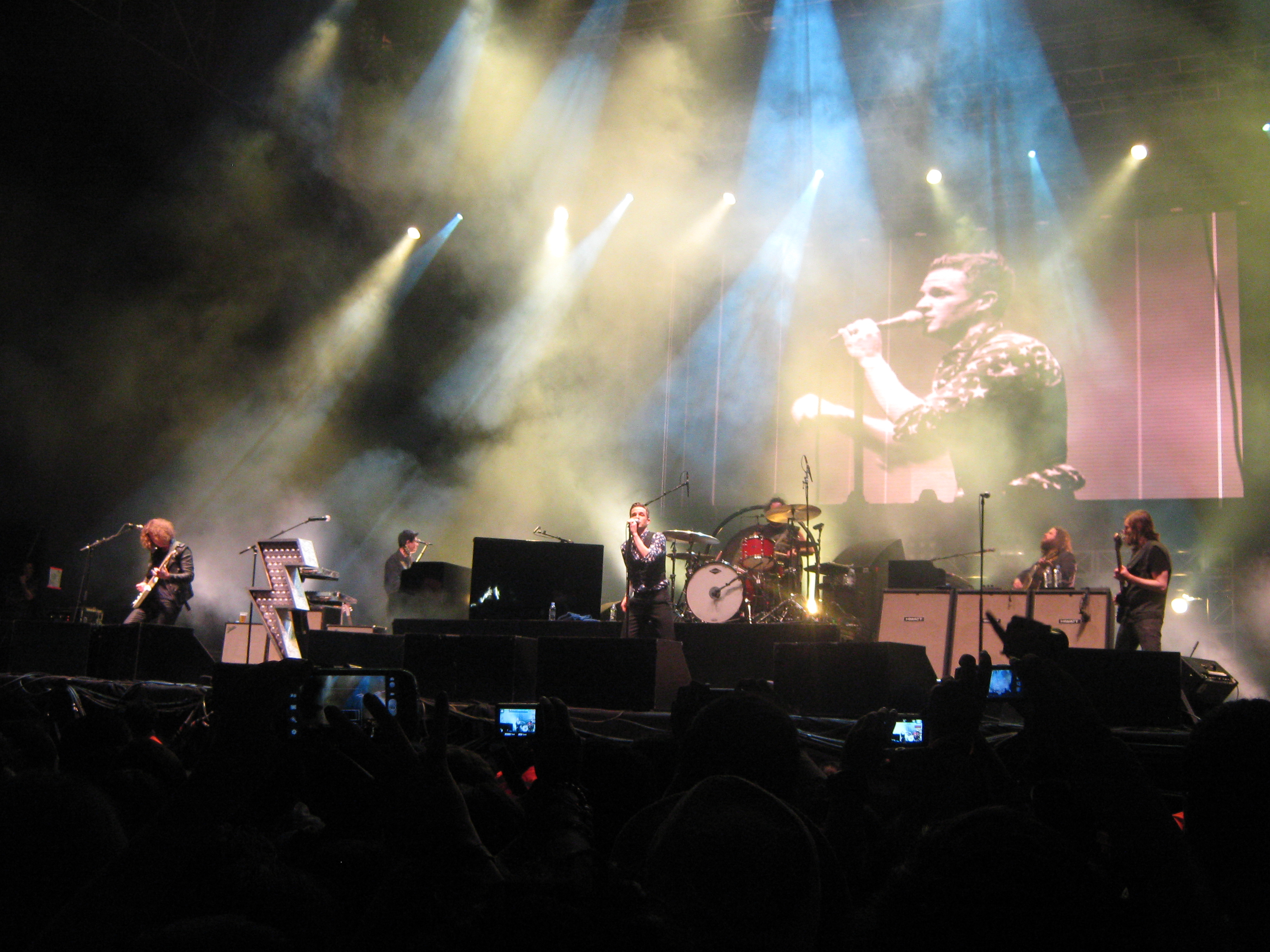
«Read my Mind», del grupo de Pop Rock, The Killers fue su predecesor en las listas de música dance de los EE. UU.

En la fecha de su debut, el 30 de agosto de 2008, la canción debutó en el número noventa y cuatro en el conteo estadounidense, Billboard Hot 100, después de pasar 8 semanas en la Bubbling Under Chart. La semana siguiente, se trasladó al número noventa y dos. En su tercera semana se trasladó ocho lugares al número ochenta y cuatro. La canción hizo su pico más alto en el Hot 100, en el número setenta y cuatro, y en el Pop 100, en el número veintinueve. Estuvo un total de 10 semanas en el conteo estadounidense Billboard Hot 100. «Cry for You», también dejó atrás, otras posiciones populares en los Estados Unidos, después de su relanzamiento en 2008, entrando en el número treinta y nueve en el American Top 40, y el número veinte en el TRL Weekend Countdown Radio Show.
En el Reino Unido e Irlanda, «Cry for You», fue lanzado en abril de 2008, con el sello discográfico Hard2Beat Records Label, ahora llamado Dance Nation, una subsidiaria de Ministry of Sound, en una nueva remezcla, con un nuevo video. La versión remezclada entró en el UK Singles Chart, en el número nueve y luego subió al número cinco. El 28 de diciembre de 2008, la lista de sencillos del Reino Unido, tenía esta canción, como la número treinta y cinco, entre las mejores canciones del año 2008. La pista es a menudo llamada "September's debut UK Single", sin embargo, esto no es cierto, ya que la canción «Satellites», fue lanzada años anteriores a esta. Por lo tanto, «Cry for You», es su segundo sencillo en Reino Unido.
En Francia, encabezó las listas Airplay y debutó en el número seis en la lista de canciones. También debutó en Suiza en el número trece, la semana siguiente se movió al número siete, sólo en descargas. Debutó en el número dieciséis en Alemania y alcanzó el puesto número once. En los Países Bajos, la canción fue un gran éxito también, alcanzando el número cuatro y permanecer en la parte superior de cuarenta durante veintiún semanas. En Europa, la canción alcanzó el número quince en la lista European Hot 100 Singles.
En Australia, la versión original fue lanzado en la radio, en lugar de la remezcla más corta en Reino Unido. La canción debutó en el número diecinueve, el 10 de agosto de 2008 y alcanzó el puesto número catorce. En New Zealand Airplay y otras listas, la canción debutó en el número treinta y nueve en la fecha de su estreno, en ese país, el 22 de septiembre de 2008.

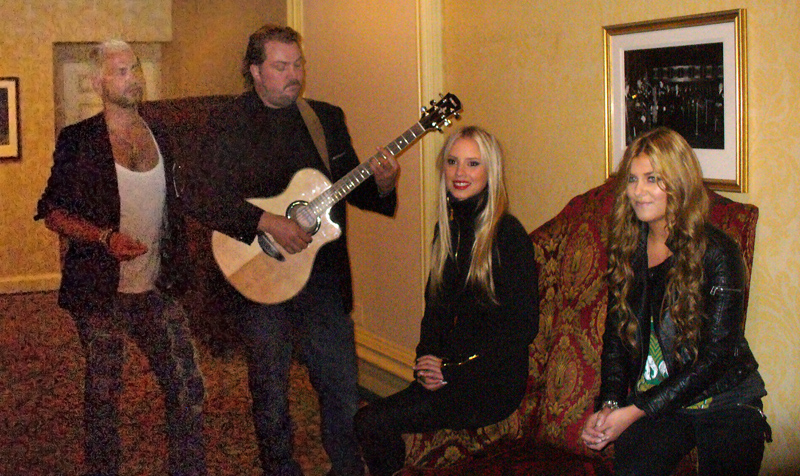
«Cry for You», es la segunda de un artista sueco que es certificada por la RIAA, desde la canción del grupo sueco Ace of Base, «Cruel Summer», en 1998.

«Cry for You», fue certificado con oro por la venta de más de 500.000 copias por parte de la Recording Industry Association of America, en 2010. La canción, es la primera de un artista sueco que es certificada por la RIAA, desde la canción del grupo sueco Ace of Base, «Cruel Summer», en 1998. La canción fue incluida en el número cinco en el resultado del Top 100 Club Chart Year-End.

## Video musical
El video musical que acompañó el estreno de «Cry for You», tiene una duración total de tres minutos y cincuenta y cinco segundos. Aunque el video estrenado para el Reino Unido, tiene una duración total de dos minutos y cuarenta y siete segundos.
En la versión internacional del video, se puede ver a September, en una ciudad futurista, donde hay varios clones de September, encerrados en un lugar, como una prisión controlada. A lo largo del video también se ve a September sola bailando y cantando la canción. Luego, aparece en un puente, tratando de huir de sus clones encarcelados; luego ella corre y los guardias tratan de capturarla, pero al final, escapa.
El video original, fue un video promocional con September, en una sesión de fotos, ya que cuenta en varias portadas de los formatos de la tapa de CD. Esta versión utiliza la versión original para radio, mientras que el vídeo de Reino Unido utiliza la remezcla de la canción.

## Lista de canciones y formatos
| Suecia – Formato CD |                                    |          |  |
| N.º                 | Título                             | Duración |  |
| 1.                  | «Cry for You» (Radio Edit)         | 3:30     |  |
| 2.                  | «Cry for You» (Radio Extended)     | 5:25     |  |
| 3.                  | «Cry for You» (Jackal Remix Short) | 4:00     |  |
| 4.                  | «Cry for You» (Jackal Remix Long)  | 5:48     |  |

| Suecia – Formato CD (Reedición) |                                          |          |  |
| N.º                             | Título                                   | Duración |  |
| 1.                              | «Cry for You» (UK Radio Edit)            | 2:45     |  |
| 2.                              | «Cry for You» (Original Edit)            | 2:46     |  |
| 3.                              | «Cry for You» (Dave Ramone Extended Mix) | 6:12     |  |
| 4.                              | «Cry for You» (Spencer & Hill Remix)     | 6:45     |  |
| 5.                              | «Cry for You» (Darren Styles Club Mix)   | 5:28     |  |
| 6.                              | «Cry for You» (Candlelight Edit)         | 3:06     |  |

| Estados Unidos – Formato CD |                                            |          |  |
| N.º                         | Título                                     | Duración |  |
| 1.                          | «Cry for You» (Radio Edit)                 | 3:30     |  |
| 2.                          | «Cry for You» (Granite & Phunk Radio Edit) | 3:33     |  |
| 3.                          | «Cry for You» (Jackal Remix Short)         | 4:00     |  |
| 4.                          | «Cry for You» (Radio Extended)             | 5:26     |  |
| 5.                          | «Cry for You» (Granite & Phunk Club Mix)   | 7:13     |  |
| 6.                          | «Cry for You» (Jackal Remix Long)          | 5:48     |  |

| Estados Unidos – Descarga digital |                                   |          |  |
| N.º                               | Título                            | Duración |  |
| 1.                                | «Cry for You» (Exclusive New Mix) | 3:56     |  |

| Países Bajos – Descarga digital |                                    |          |  |
| N.º                             | Título                             | Duración |  |
| 1.                              | «Cry for You» (Radio Edit)         | 3:30     |  |
| 2.                              | «Cry for You» (Radio Extended)     | 5:26     |  |
| 3.                              | «Cry for You» (Jackal Remix Short) | 4:00     |  |
| 4.                              | «Cry for You» (Jackal Remix Long)  | 5:48     |  |
| 5.                              | «Cry for You» (Jaydee Remix)       | 6:16     |  |

| Países Bajos – Formato CD |                                    |          |  |
| N.º                       | Título                             | Duración |  |
| 1.                        | «Cry for You» (Radio Edit)         | 3:30     |  |
| 2.                        | «Cry for You» (Radio Extended)     | 5:25     |  |
| 3.                        | «Cry for You» (Jackal Remix Short) | 4:00     |  |

| Reino Unido – Descarga digital |                               |          |  |
| N.º                            | Título                        | Duración |  |
| 1.                             | «Cry for You» (UK Radio Edit) | 2:47     |  |

| Reino Unido – Formato CD |                               |          |  |
| N.º                      | Título                        | Duración |  |
| 1.                       | «Cry for You» (UK Radio Edit) | 2:45     |  |
| 2.                       | «Cry for You» (Original Edit) | 2:46     |  |

| Reino Unido – Formato CD Maxi |                                          |          |  |
| N.º                           | Título                                   | Duración |  |
| 1.                            | «Cry for You» (UK Radio Edit)            | 2:45     |  |
| 2.                            | «Cry for You» (Original Edit)            | 2:46     |  |
| 3.                            | «Cry for You» (Dave Ramone Extended Mix) | 6:12     |  |
| 4.                            | «Cry for You» (Spencer & Hill Remix)     | 6:45     |  |
| 5.                            | «Cry for You» (Darren Styles Club Mix)   | 5:28     |  |
| 6.                            | «Cry for You» (Candlelight Edit)         | 3:06     |  |
| 7.                            | «Cry for You» (UK Video)                 |          |  |

| Reino Unido – Limited Promo 12" Vinyl (Vinilo de 12 Pulgadas) |                                     |          |  |
| N.º                                                           | Título                              | Duración |  |
| 1.                                                            | «Cry for You» (Bad Behaviour Remix) | 6:46     |  |

| Oceanía – EP |                                          |          |  |
| N.º          | Título                                   | Duración |  |
| 1.           | «Cry for You» (Radio Edit)               | 3:29     |  |
| 2.           | «Cry for You» (Extended)                 | 5:25     |  |
| 3.           | «Cry for You» (Dave Ramone Extended Mix) | 6:12     |  |
| 4.           | «Cry for You» (Spencer & Hill Remix)     | 6:45     |  |
| 5.           | «Cry for You» (Darren Styles Club Mix)   | 5:28     |  |
| 6.           | «Cry for You» (Candlelight Edit)         | 3:06     |  |
| 7.           | «Cry for You» (Jackal Remix)             | 5:49     |  |

| Australia/ Nueva Zelanda – Formato CD |                                          |          |  |
| N.º                                   | Título                                   | Duración |  |
| 1.                                    | «Cry for You» (Radio Edit)               | 3:29     |  |
| 2.                                    | «Cry for You» (Extended)                 | 5:25     |  |
| 3.                                    | «Cry for You» (Dave Ramone Extended Mix) | 6:12     |  |
| 4.                                    | «Cry for You» (Spencer & Hill Remix)     | 6:45     |  |
| 5.                                    | «Cry for You» (Darren Styles Club Mix)   | 5:28     |  |
| 6.                                    | «Cry for You» (Candlelight Edit)         | 3:06     |  |
| 7.                                    | «Cry for You» (Jackal Remix)             | 5:49     |  |

| Francia – Descarga digital |                                           |          |  |
| N.º                        | Título                                    | Duración |  |
| 1.                         | «Cry for You» (UK Radio Edit)             | 2:47     |  |
| 2.                         | «Cry for You» (Original Edit)             | 2:46     |  |
| 3.                         | «Cry for You» (Original Version)          | 3:30     |  |
| 4.                         | «Cry for You» (Spencer & Hill Remix)      | 6:17     |  |
| 5.                         | «Cry for You» (Darren Styles Club Mix)    | 5:28     |  |
| 6.                         | «Cry for You» (Acoustic Candlelight Edit) | 3:06     |  |
| 7.                         | «Cry for You» (Dave Ramone Remix)         | 6:14     |  |
| 8.                         | «Cry for You» (Original Clug Mix)         | 5:25     |  |
| 9.                         | «Cry for You» (Spencer Hill Dub)          | 6:32     |  |

| Francia – Formato CD |                                           |          |  |
| N.º                  | Título                                    | Duración |  |
| 1.                   | «Cry for You» (UK Radio Edit)             | 2:47     |  |
| 2.                   | «Cry for You» (Original Edit)             | 2:46     |  |
| 3.                   | «Cry for You» (Original Version)          | 3:30     |  |
| 4.                   | «Cry for You» (Acoustic Candlelight Edit) | 3:06     |  |
| 5.                   | «Cry for You» (Dave Ramone Remix)         | 6:14     |  |

| Alemania – Formato CD |                                           |          |  |
| N.º                   | Título                                    | Duración |  |
| 1.                    | «Cry for You» (UK Radio Edit)             | 2:47     |  |
| 2.                    | «Cry for You» (Acoustic Candlelight Edit) | 3:06     |  |
| 3.                    | «Cry for You» (Spencer & Hill Radio Edit) | 6:17     |  |
| 4.                    | «Cry for You» (Dave Ramone Extended Mix)  | 5:28     |  |

## Posicionamiento en listas y certificaciones
| Lista (2006–2009)                  | Mejor posición |
| ---------------------------------- | -------------- |
| Alemania (Media Control AG)        | 11             |
| Australia (ARIA)                   | 14             |
| Austria (Ö3 Austria Top 40)        | 7              |
| Bélgica (Flandes) (Ultratop 50)    | 22             |
| Bélgica (Valonia) (Ultratop 50)    | 33             |
| Canadá (Canadian Hot 100)          | 33             |
| República Checa (Rádio Top 100)    | 1              |
| Dinamarca (Tracklisten)            | 10             |
| Eslovaquia (Rádio Top 100)         | 6              |
| Estados Unidos (Billboard Hot 100) | 74             |
| Estados Unidos (Hot Dance Airplay) | 1              |
| Estados Unidos (Pop Songs)         | 29             |
| Finlandia (OFC)                    | 13             |
| Francia (SNEP)                     | 6              |
| Irlanda (IRMA)                     | 8              |
| Nueva Zelanda (Recorded Music NZ)  | 39             |
| Países Bajos (Dutch Top 40)        | 4              |
| Reino Unido (UK Singles Chart)     | 5              |
| Suecia (Sverigetopplistan)         | 6              |
| Suiza (Schweizer Hitparade)        | 6              |
| Unión Europea (European Hot 100)   | 15             |

| Lista (2006)                          | Posición |
| ------------------------------------- | -------- |
| Estados Unidos (US Hot Dance Airplay) | 4        |
| Suecia (Swedish Singles Chart)        | 60       |
| Lista (2006-08)                       | Posición |
| Alemania (German Singles Chart)       | 81       |
| Australia (Australian Singles Chart)  | 57       |
| Austria (Austrian Singles Chart)      | 70       |
| Estados Unidos (Pop 100)              | 99       |
| Europa (European Hot 100 Singles)     | 37       |
| Francia (French Singles Chart)        | 51       |
| Países Bajos (Dutch Top 40)           | 28       |
| Reino Unido (UK Singles Chart)        | 35       |
| Suiza (Swiss Singles Chart)           | 58       |

| País           | Organismo certificador | Certificación    | Ref.   |
| -------------- | ---------------------- | ---------------- | ------ |
| Australia      | ARIA                   | Disco de Oro     | [ 49 ] |
| Canadá         | CRIA                   | Disco de Oro     | [ 50 ] |
| Dinamarca      | IFPI (Dinamarca)       | Disco de Platino | [ 51 ] |
| Estados Unidos | RIAA                   | Disco de Oro     | [ 52 ] |
| Suecia         | IFPI (Suecia)          | Disco de Oro     | [ 53 ] |

## Historial de lanzamientos
| País           | Fecha                    | Formato                                                   | Discográfica            |
| -------------- | ------------------------ | --------------------------------------------------------- | ----------------------- |
| Suecia         | 29 de noviembre de 2006  | Formato CD, descarga digital                              | Catchy Tunes            |
| Estados Unidos | 20 de marzo de 2007      | Formato CD, descarga digital                              | Robbins Entertainment   |
| Estados Unidos | 19 de septiembre de 2007 | Descarga digital (Nueva remezcla exclusiva)               | Robbins Entertainment   |
| Estados Unidos | 8 de julio de 2008       | Descarga didital (Remezcla exclusiva para el Reino Unido) | Robbins Entertainment   |
| Polonia        | junio de 2007            | Promo CD                                                  | Magic Records           |
| Países Bajos   | 4 de octubre de 2007     | Formato CD, descarga digital                              | Silver Angel Records    |
| Reino Unido    | 14 de abril de 2008      | Formato CD, descarga digital, CD Maxi                     | Hard2Beat               |
| Unión Europea  | 9 de mayo de 2008        | Formato CD, descarga digital, CD Maxi                     | Hard2Beat               |
| Australia      | 2 de agosto de 2008      | Formato CD, descarga digital, CD Maxi                     | Central Station Records |
| Francia        | 18 de agosto de 2008     | Formato CD, descarga digital                              | Universal Music France  |
| Alemania       | 26 de septiembre de 2008 | CD Maxi, descarga digital                                 | Universal Music         |

### Sucesión en listas
| Anterior: «Read my Mind» de The Killers | Hot Dance Airplay — Sencillo Nº 1 19 de mayo de 2007 — 26 de mayo de 2007 | Siguiente: «With Love» de Hillary Duff |

## Créditos
- Composición: Jonas von der Burg, Anoo Bhagavan, Niclas von der Burg y Petra Linnea Paula Marklund.
- Productor: Jonas von der Burg.
- A&R: Michel Petré.
- Voces: Jeanette von der Burg y Petra Linnea Paula Marklund.
- Teclado: B. Axelsson, Jonas Von der Burg y Niclas Von der Burg.
- Mánager: Victoria Ekeberg.

Fuente: Discogs